# Paul Frank (Diplomat)
Paul Frank (* 4. Juli 1918 in Hilzingen im Hegau; † 16. April 2011 in Allschwil) war ein deutscher Diplomat.

## Leben
Paul Frank legte 1937 sein Abitur in Singen ab. Danach leistete er bis 1945 Wehrdienst, zuletzt als Oberleutnant der Panzertruppe. Er studierte danach in Freiburg im Breisgau, in Zürich und in Fribourg/Schweiz Volkswirtschaft und Politologie. Er absolvierte ein Studium der Staatswissenschaften (Dr. pol.) in Zürich und Freiburg in der Schweiz.
Von 1950 bis 1974 war Frank Angehöriger des Auswärtigen Amtes. Zunächst war er als persönlicher Referent des Kunstschriftstellers Wilhelm Hausenstein tätig. Dieser war der erste deutsche Generalkonsul in Paris nach dem Zweiten Weltkrieg.
Nach Auslandsposten in Paris und New York arbeitete Frank ab dem 1. Juni 1970 als Staatssekretär des Auswärtigen Amtes unter Außenminister Walter Scheel und Bundeskanzler Willy Brandt. Er war einer der wichtigsten Mitwirkenden an den Verhandlungen zu den Ostverträgen mit der Sowjetunion und Polen im Jahr 1970 sowie mit der Tschechoslowakei 1973. Die Verhandlungen von 1970 führten zum Moskauer Vertrag vom 12. August 1970, ausgehandelt von Egon Bahr, und zum Warschauer Vertrag vom 7. Dezember 1970, ausgehandelt von Franks Vorgänger Georg Ferdinand Duckwitz. Die Verhandlungen mit der Tschechoslowakei brachten den Prager Vertrag vom 11. Dezember 1973 mit sich.
Im Jahr 1974 verließ Frank das Auswärtige Amt und übernahm ab dem 1. Juli das Amt des Staatssekretärs und Chefs des Bundespräsidialamtes zur Amtszeit von Walter Scheel, das er bis 1. Juli 1979 innehatte. Sein Nachfolger für das Amt des Staatssekretärs des Auswärtigen Amtes wurde der UNO-Botschafter Walter Gehlhoff, der am 29. Mai 1974 ernannt wurde.
Franks Memoiren erschienen 1981 unter dem Titel Entschlüsselte Botschaft – Ein Diplomat macht Inventur, in denen Frank sich nach seinem Heimatort das Pseudonym Caspar Hilzinger gab.

## Ehrungen
- 1966: Großoffizier des Ordens des Infanten Dom Henrique
- 1969: Großes Goldenes Ehrenzeichen mit dem Stern für Verdienste um die Republik Österreich[5]
- 1971: Ritter-Großkreuz der Orden von Oranien-Nassau der Niederlande
- 1973: Großes Silbernes Ehrenzeichen am Bande für Verdienste um die Republik Österreich[6]
- 1973: Großes Verdienstkreuz der Bundesrepublik Deutschland[7]
- 1979: Großes Verdienstkreuz mit Stern und Schulterband der Bundesrepublik Deutschland